# 2432 Soomana
2432 Soomana este un asteroid din centura principală, descoperit pe 30 martie 1981, de Edward Bowell.